# Шон Коннері

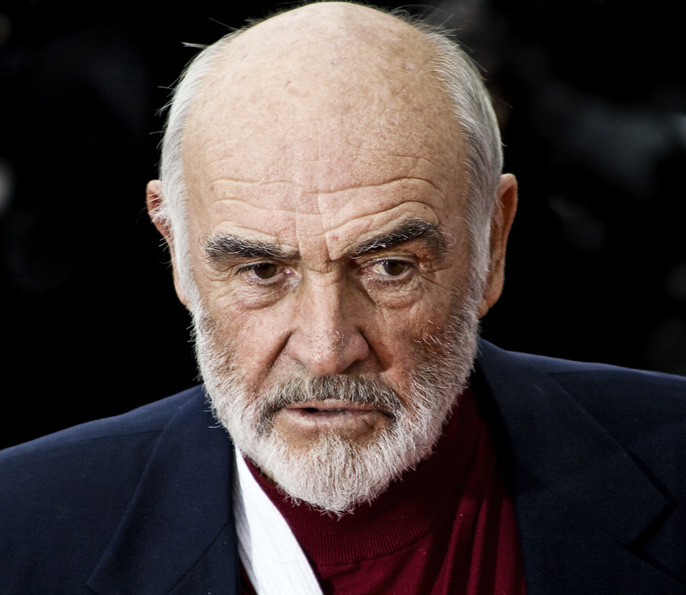
Шон Коннері у 2008 році

Сер То́мас Шон Ко́ннері (англ. Sir Thomas Sean Connery; 25 серпня 1930, Единбург, Велика Британія — 31 жовтня 2020, Багамські острови) — шотландський кіноактор і продюсер.
Творчість Шона Коннері є багатогранною — він грав у театрі, працював на телебаченні, плідно знімався у кіно (у понад 70 стрічках). Коннері уславився втіленням на екрані образу британського супершпигуна Джеймса Бонда (у шести епізодах Бондіани), ставши першим і надалі класичним втіленням цього образу.

## Біографія

### Кар'єра
Шон Коннері народився 25 серпня 1930 року у Фонтенбридж (Fountainbridge) — одному з районів Единбургу, столиці Шотландії, у родині робітника фабрики — водія вантажівки та прибиральниці. Його батько був католиком, що походив з ірландців, мати — шотландка-протестантка.
Трудову дільнясть Шон Коннері розпочав молочником в единбурзькій кооперативній спілці св. Катберта (St. Cuthbert's Co-operative Society). Пізніше він служив на королівському морському флоті, але був комісований за станом здоров'я. Повернувшись до рідного міста, знову працював у «Спілці» водієм вантажівки, а також натурником Единбурзького коледжу красних мистецтв.
Згідно з офіційним сайтом Коннері, 1950 року він посів третє місце на конкурсі з бодібілдингу «Містер Всесвіт» (Mr. Universe), де начебто й помітили здібного красеня промоутери з лаштунків сцени.
Коннері виступає у мюзиклі «South Pacific», робить перші акторські кроки на телебаченні. 1956 року він грає Альберта Шарпа (Albert Sharpe) у стрічці «Дарбі о'Гілл та маленькі люди» (Darby O'Gill and the Little People), вперше знімається за океаном у США (епізодична роль). Першим значним успіхом у акторській кар'єрі Коннері стали зйомки у стрічці БіБіСі «Анна Кареніна» (1961 рік).

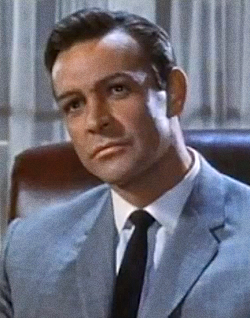
1964 рік

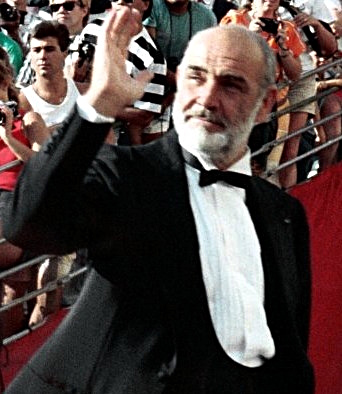
1988 рік

Справжня популярність прийшла до Шона Коннері після того, як він знявся в перших п'яти фільмах про секретного агента Джеймса Бонда — «Доктор Ноу» (1962), «З Росії з любов'ю» (1963), «Голдфінгер» (1964), «Кульова блискавка» (1965) і «Живеш тільки двічі» (1967). Потім була перерва, в ролі Бонда знявся Джордж Лейзенбі. Фільм вийшов провальним, в основному критикували самого Лейзенбі, шанувальники «бондіани» вимагали повернути Коннері. У 1971 році, у фільмі «Діаманти назавжди» Коннері повернувся. Після цього було вирішено не повертати актора в «бондіану», так як на той момент йому вже було 43 роки. На роль Бонда взяли іншого актора Роджера Мура, хоча він старший Коннері на 3 роки, який зіграв в семи фільмах про Бонда. У 1983 році, у 53-річному віці, Шон Коннері останній раз зіграв Джеймса Бонда у фільмі «Ніколи не кажи ніколи».
Імпозантний, і все ж перевірений, актор, знайдений продюсерами Гаррі Зальцманом і Альбертом Брокколі після відсіювання інших кандидатів на роль Бонда, серед яких був Девід Нівен (згодом зіграв Бонда в пародії «Казино Рояль» в 1967), Кері Ґрант і Джеймс Мейсон; останні два відмовилися зніматися, посилаючись на вік. Маленький бюджет змусив продюсерів найняти невідомого актора.
Міг зіграти в «Нестримних 3», режисер другої стрічки Саймон Вест повідав, що був би не проти отримати в третій фільм минулого з екранів Шона Коннері. Шон Коннері, для якого «Нестримні 3» стали б першим фільмом з 2003 року, за деякою інформацією, навпаки, відхилив пропозицію, що поступила з гонораром в 610 тисяч доларів.

## Фільмографія

### 1950-ті роки
| Рік  |    | Українська назва          | Оригінальна назва                  | Роль                                |
| ---- | -- | ------------------------- | ---------------------------------- | ----------------------------------- |
| 1959 | ф  | Найбільша пригода Тарзана | Tarzan's Greatest Adventure        | О'Бенніон                           |
| 1959 | ф  |                           | Darby O'Gill and the Little People | Майкл Макбрайд                      |
| 1959 | с  | Діснейленд                | Disneyland                         | Майкл Макбрайд (1 епізод)           |
| 1958 | с  |                           | Armchair Theatre                   | (1 епізод)                          |
| 1958 | тф | Закохані жінки            | Women in Love                      | Джонні                              |
| 1958 | ф  | Інший час, інше місце     | Another Time, Another Place        | Марк Тревор                         |
| 1957 | с  |                           | ITV Television Playhouse           | Мет Берк (1 епізод)                 |
| 1957 | ф  |                           | Time Lock                          | Зварник                             |
| 1957 | ф  |                           | Action of the Tiger                | Майк                                |
| 1957 | ф  | Пекельні водії            | Hell Drivers                       | Джонні Кейтс                        |
| 1957 | с  |                           | BBC Sunday-Night Theatre           | Гора / Гарлан Макклінток (1 епізод) |
| 1957 | тф | Криваві гроші             | Blood Money                        | Гора / Гарлан Макклінток            |
| 1957 | ф  | Дороги назад немає        | No Road Back                       | Спайк                               |
| 1957 | с  |                           | The Jack Benny Program             | Портер (1 епізод)                   |
| 1956 | с  |                           | Sailor of Fortune                  | Ахмед (1 епізод)                    |
| 1956 | тф |                           | The Condemned                      |                                     |
| 1956 | с  |                           | Dixon of Dock Green                | Джо Брастед (1 епізод)              |
| 1954 | кф | Саймон                    | Simon                              | полісмен                            |
| 1954 | ф  |                           | Lilacs in the Spring               | невизначена роль                    |

### 1960-ті роки
| Рік       |    | Українська назва   | Оригінальна назва                               | Роль                                    |
| --------- | -- | ------------------ | ----------------------------------------------- | --------------------------------------- |
| 1969      | ф  | Червоний намет     | La tenda rossa / The Red Tent / Красная палатка | Руаль Амундсен                          |
| 1969      | с  |                    | ITV Saturday Night Theatre                      | Макніл (1 епізод)                       |
| 1969      | тф |                    | Male of the Species                             | Макніл                                  |
| 1968      | ф  | Шалако             | Shalako                                         | Шалако / Мозес Карлін                   |
| 1967      | кф |                    | Variety Club of Great Britain Challenge Match   |                                         |
| 1967      | ф  | Живеш тільки двічі | You Only Live Twice                             | Джеймс Бонд                             |
| 1966      | ф  | Страшне безумство  | A Fine Madness                                  | Самсон Шілітой                          |
| 1966      | ф  | Новий світ         | Un monde nouveau / Un mondo nuovo               | Шон Коннері (немає в титрах)            |
| 1965      | ф  | Кульова блискавка  | Thunderball                                     | Джеймс Бонд                             |
| 1965      | ф  | Пагорб             | The Hill                                        | Джо Робертс                             |
| 1964      | ф  | Голдфінгер         | Goldfinger                                      | Джеймс Бонд                             |
| 1964      | ф  | Марні              | Marnie                                          | Марк Ратленд                            |
| 1964      | ф  | Вірна дружина      | Woman of Straw                                  | Тоні / Ентоні Річмонд                   |
| 1963      | ф  | Із Росії з любов'ю | From Russia With Love                           | Джеймс Бонд                             |
| 1962      | ф  | Доктор Ноу         | Dr. No                                          | Джеймс Бонд                             |
| 1962      | ф  | Найдовший день     | The Longest Day                                 | рядовий Фленеган                        |
| 1961      | тф | Анна Кареніна      | Anna Karenina                                   | Граф Олексій Вронський                  |
| 1961      | ф  | Шахраї             | On the Fiddle                                   | Педлар Пескоу                           |
| 1961      | ф  | Налякане місто     | The Frightened City                             | Падді Деміон                            |
| 1961      | тф |                    | Adventure Story                                 | Александр Македонський                  |
| 1961      | тф | Макбет             | Macbeth                                         | Макбет (король Шотландії)               |
| 1956—1960 | с  |                    | ITV Play of the Week                            | Різні персонажі (4 епізоди)             |
| 1960      | тф | Без Ґрааля         | Without the Grail                               | Іннес Коррі                             |
| 1960      | с  | Доба королів       | An Age of Kings                                 | Генрі Персі «Гаряча Шпора» (5 епізодів) |
| 1960      | кф | (короткометражний) | Riders to the Sea                               | Бартлі                                  |
| 1960      | с  |                    | BBC Sunday-Night Play                           | Джуліан (1 епізод)                      |

### 1970-ті роки
| Рік  |    | Українська назва                | Оригінальна назва             | Роль                      |
| ---- | -- | ------------------------------- | ----------------------------- | ------------------------- |
| 1979 | ф  | Куба                            | Cuba                          | майор Роберт Дейпс        |
| 1979 | ф  | Метеор                          | Meteor                        | Пол Бредлі                |
| 1978 | ф  | Велике пограбування поїзда      | The First Great Train Robbery | Пірс                      |
| 1977 | ф  | Міст надто далеко               | A Bridge Too Far              | генерал-майор Рой Уркварт |
| 1976 | кф |                                 | Circasia                      | Клоун                     |
| 1976 | ф  | Наступний                       | The Next Man                  | Халіль Абдель Мухсен      |
| 1976 | ф  | Робін та Меріен                 | Robin and Marian              | Робін Гуд                 |
| 1975 | ф  | Людина, що хотіла стати королем | The Man Who Would Be King     | Даніель Древот            |
| 1975 | ф  | Вітер і лев                     | The Wind and the Lion         | Ахмед аль-Раїсулі         |
| 1974 | ф  | Викуп                           | Ransom                        | полковник Нільс Тальвік   |
| 1974 | ф  | Убивство у «Східному експресі»  | Murder on the Orient Express  | полковник Арбетнот        |
| 1974 | ф  | Зардоз                          | Zardoz                        | Зед                       |
| 1973 | ф  | Образа                          | The Offence                   | Джонсон                   |
| 1971 | ф  | Діаманти залишаються назавжди   | Diamonds Are Forever          | Джеймс Бонд               |
| 1971 | ф  | Плівки Андерсона                | The Anderson Tapes            | Дюк / Роберт Андерсон     |
| 1970 | ф  | Моллі Макгваєрс                 | The Molly Maguires            | Джек Кехо                 |

### 1980-ті роки
| Рік  |   | Українська назва                                            | Оригінальна назва                                                   | Роль                                               |
| ---- | - | ----------------------------------------------------------- | ------------------------------------------------------------------- | -------------------------------------------------- |
| 1989 | ф | Сімейна справа                                              | Family Business                                                     | Джессі                                             |
| 1989 | ф | Індіана Джонс і останній хрестовий похід                    | Indiana Jones and the Last Crusade                                  | професор Генрі Джонс                               |
| 1988 | ф | Мої спогади                                                 | Memories of Me                                                      | Шон Коннорі / п/п-к Алан Колдвелл (немає в титрах) |
| 1988 | ф | Президіо                                                    | The Presidio                                                        | підполковник Алан Колдвелл                         |
| 1987 | ф | Недоторканні                                                | The Untouchables                                                    | Джимі Мелоун                                       |
| 1986 | ф | Ім'я троянди                                                | The Name of the Rose                                                | Вільгельм Баскервільський                          |
| 1986 | ф | Горець                                                      | Highlander                                                          | Рамірес                                            |
| 1984 | ф | Меч відважного: Легенда про сера Ґавейна та Зеленого Лицаря | Sword of the Valiant: The Legend of Sir Gawain and the Green Knight | Зелений Лицар                                      |
| 1983 | ф | Ніколи не кажи ніколи                                       | Never Say Never Again                                               | Джеймс Бонд                                        |
| 1982 | ф | П'ять літніх днів                                           | Five Days One Summer                                                | Дуглас Мередіт                                     |
| 1982 | ф | Добре зло                                                   | Wrong Is Right                                                      | Патрік Гейл                                        |
| 1982 | ф |                                                             | G'olé!                                                              | оповідач                                           |
| 1981 | ф | Бандити в часі                                              | Time Bandits                                                        | царь Агамемнон / пожежник                          |
| 1981 | ф | Чужа земля                                                  | Outland                                                             | маршал Вільям Т. О'Ніл                             |

### 1990-ті роки
| Рік  |   | Українська назва                | Оригінальна назва             | Роль                            |
| ---- | - | ------------------------------- | ----------------------------- | ------------------------------- |
| 1999 | ф | Пастка                          | Entrapment                    | Мак / Роберт Макдугал           |
| 1998 | ф | Перипетії кохання               | Playing by Heart              | Пол                             |
| 1998 | ф | Месники                         | The Avengers                  | сер Август де Вінтер            |
| 1996 | ф | Скеля                           | The Rock                      | капітан Джон Патрік Мейсон      |
| 1996 | ф | Серце дракона                   | DragonHeart                   | Драко, останній дракон (голос)  |
| 1995 | ф | Перший лицар                    | First Knight                  | Король Артур                    |
| 1995 | ф | Справедливий суд                | Just Cause                    | Пол Армстронг                   |
| 1994 | ф | Хороша людина в Африці          | A Good Man in Africa          | д-р Мюррей                      |
| 1993 | ф | Сонце, що сходить               | Rising Sun                    | Джон Коннор                     |
| 1992 | ф | Знахар                          | Medicine Man                  | д-р Роберт Кемпбелл             |
| 1991 | ф | Робін Гуд: Принц злодіїв        | Robin Hood: Prince of Thieves | король Річард (немає в титрах)  |
| 1991 | ф | Горець 2                        | Highlander II: The Quickening | Хуан Санчес Вілла-Лобос Рамірес |
| 1990 | ф | Російський відділ               | The Russia House              | Барлі / Бартолом'ю Скотт-Блейр  |
| 1990 | ф | Полювання за «Червоним Жовтнем» | The Hunt for Red October      | Марко Раміус                    |

### 2000—2010-ті роки
| Рік  |     | Українська назва                                                           | Оригінальна назва                     | Роль                 |
| ---- | --- | -------------------------------------------------------------------------- | ------------------------------------- | -------------------- |
| 2012 | тф  | (документальний) про заснування та розвиток першого університету Шотландії | Ever to Excel                         | оповідач (голос)     |
| 2012 | мф  | Сер Біллі (перша версія — 2006 рік)                                        | Sir Billi (Guardian of the Highlands) | сер Біллі (голос)    |
| 2007 | док | Все або нічого: Невідома історія агента 007                                |                                       |                      |
| 2007 | тф  | (документальний)                                                           | Modern Greeks: C.P. Cavafy            | оповідач (голос)     |
| 2005 | вг  | (комп'ютерна гра)                                                          | James Bond 007: From Russia with Love | Джеймс Бонд (голос)  |
| 2003 | с   | Свобода: Історія Сполучених Штатів (документальний)                        | Freedom: A History of US              | Джон М'юр (1 епізод) |
| 2003 | ф   | Ліга видатних джентльменів                                                 | The League of Extraordinary Gentlemen | Алан Квотермен       |
| 2000 | ф   | Знайти Форрестера                                                          | Finding Forrester                     | Форрестер            |

### Режисер, продюсер
| Рік  |     | Українська назва           | Оригінальна назва                     | Роль                    |
| ---- | --- | -------------------------- | ------------------------------------- | ----------------------- |
| 2012 | мф  | Сер Біллі                  | Sir Billi                             | виконавчий продюсер     |
| 2003 | ф   | Ліга видатних джентльменів | The League of Extraordinary Gentlemen | виконавчий продюсер     |
| 2000 | ф   | Знайти Форрестера          | Finding Forrester                     | продюсер                |
| 1999 | ф   | Пастка                     | Entrapment                            | продюсер                |
| 1996 | ф   | Скеля                      | The Rock                              | виконавчий продюсер     |
| 1995 | ф   | Справедливий суд           | Just Cause                            | виконавчий продюсер     |
| 1993 | ф   | Сонце, що сходить          | Rising Sun                            | виконавчий продюсер     |
| 1992 | ф   | Знахар                     | Medicine Man                          | виконавчий продюсер     |
| 1973 | ф   | Образа                     | The Offence                           | виконавчий співпродюсер |
| 1967 | док | Котелок і кашкет           | The Bowler and the Bunnet             | продюсер, режисер       |

## Кінопремії— нагороди і номінації, звання і відзнаки Шона Коннері

### Кінопремії
Оскар
- 1988 — за другорядну чоловічу роль у фільмі «Недоторканні».

Золотий глобус
- 1972 — світовому актору-улюбленцю.
- 1988 — за другорядну чоловічу роль у фільмі «Недоторканні».
- 1990 — номінація на премію за другорядну чоловічу роль у фільмі «Індіана Джонс і останній хрестовий похід».
- 1996 — за внесок у кіномистецтво (нагорода Сесіля Б. Де Мілля).

Премія BAFTA
- 1988 — за головну чоловічу роль у фільмі «Ім'я Рози».
- 1988 — номінація на премію за другорядну чоловічу роль у фільмі «Недоторканні».
- 1990 — премія за другорядну чоловічу роль у фільмі «Індіана Джонс і останній хрестовий похід».
- 1990 — номінація на премію за головну чоловічу роль у фільмі «Полювання на Червоний Жовтень»
- 1998 — за внесок у кіномистецтво.

Премія «Apex»
- 1981 — за головну чоловічу роль у фільмі фантастичного жанру «Чужа земля».
- 1981 — за другорядну чоловічу роль у фільмі фантастичного жанру «Бандити часу».
- 1984 — за головну чоловічу роль у фільмі action «Ніколи не кажи „ніколи“».
- 1988 — за другорядну чоловічу роль у фільмі action «Недоторканні».
- 1990 — за другорядну чоловічу роль у фільмі «Індіана Джонс і останній хрестовий похід».
- 1997 — за головну чоловічу роль у фільмі action «Скеля».

Нагорода Американського кіноінституту (American Film Institute, AFI)
- 8 червня 2006 — за внесок у кінематограф.

Премія «Laurel Award»
- 1964 — 3-є місце за фільм action "Доктор Ні.
- 1964 — за фільм action «Голдфінгер».
- 1965 — 3-є місце у премії «актор-зірка року».
- 1966 — за фільм action «Куляста блискавка».
- 1966 — «актор-зірка року».
- 1968 — номінація на премію «актор-зірка року».

Інші кінопремії
- 1982 — нагорода «ShoWest Award» як світовій зірці року.
- 1987 — премія «German Film Award» як найкращому акторові року за фільм «Ім'я Рози».
- 1987 — премія «National Board of Review» за найкращу другорядну чоловічу роль у фільмі «Недоторканні».
- 1988 — премія «ALFS Award» як актору року за фільм «Недоторканні».
- 1988 — премія «Fennecus» за найкращу головну чоловічу роль у фільмі «Недоторканні».
- 1988 — премія «Fennecus» за епізодичну роль (cameo) у фільмі «Спогади про мене».
- 1990 — нагорода «Man of Culture Award», Рим (Італія).
- 1992 — премія «American Cinematheque Award» за внесок у кіномистецтво.
- 1992 — премія італійських критиків і журналістів Лос-Анджелесу «Rudolph Valentino Award» як видатному актору, що досяг вершин успіху.
- 1993 — премія «National Board of Review Award» за кар'єрні досягнення.
- 1995 — премія «Fennecus» за озвучку у фільмі «Серце дракона».
- 1997 — премія «Blockbuster Entertainment Award» за найкращу другорядну чоловічу роль у фільмі action «Скеля».
- 1997 — премія «MTV Movie Award» за найкращий дует на екрані у фільмі action «Скеля» (з Ніколасом Кейджем).
- 1998 — нагорода Венеціанського кінофестивалю «Золотий лев» за кар'єрні досягнення.
- 1999 — номінація на премію «Золота малина» (Razzie Awards) за найгіршу другорядну чоловічу роль у фільмі «Месники».
- 1999 — нагорода Європейської Кіноакадемії приз глядацьких симпатій як найкращому актору за фільм «Пастка».
- 1999 — нагорода «ShoWest Lifetime Achievement Award» за тривалу кінокар'єру.
- 2000 — номінація на премію «Золота малина» (Razzie Awards) за найгіршу кінодует року в фільмі «Пастка» (разом з Кетрін Зета Джонс).
- 2000 — номінація на «Blockbuster Entertainment Award» як найкращий актор фільму action у стрічці «Пастка».
- 2001 — номінація на «Golden Satellite Award» за головну чоловічу роль у фільмі «Знайти Форрестера».
- 2001 — нагорода кінофестивалю Палм Спрінґс за внесок у розвиток кіномистецтва.
- 2002 — «Кришталева Куля» кінофестивалю у Карлових Варах (Karlovy Vary Festival Award) за внесок у кіномистецтво.
- 2004 — нагорода кінофестивалю в Марракеші (Marrakech International Film Festival Award), Марокко за внесок у кіномистецтво.
- 2005 — нагорода Європейської академії кіномистецтва «Life Achievement Award» (European Film Award) за заслуги перед кінематографом.

### Інші нагороди, відзнаки і звання Шона Коннері
У липні 2000 року Шон Коннері отримав від англійської королеви Єлизавети Другої титул сера і був посвячений у лицарі. Церемонію посвячення було здійснено 5 липня в Единбурзі.
Шон Коннері нагороджений відзнаками і нагородами багатьх держав світу:
- 1991 — Орден Почесного Легіону (одна з найвищих нагород Франції).
- 1999 — нагорода «Медаль Центру імені Кеннеді» (Kennedy Center Award), Вашингтон, США.
- 2003 — орден Мануеля Амадора Герреро (Manuel Amador Guerrero), Панама.
- 2004 — Марокканський орден за інтелектуальні заслуги (Moroccan Order of Intellectual Merit), Марокко.

Наукові звання, почесні відзнаки і позиції у світових рейтингах
- 1981 — звання почесного доктора словесності Університету Херіот-Вейт, Шотландія.
- 1984 — зарахований у Товариство Королівської Шотландської консерваторії та драми (Royal Scottish Academy of Music and Drama), Глазго, Шотландія.
- 1987 — командор красних мистецтв і словесності (Commandeur Des Arts Et Des Lettres), Франція.
- 1988 — звання почесного доктора словесності Університету Святого Ендрю, Шотландія.
- 1989 — очолив рейтинг найсексуальніших чоловіків серед сучасників на думку читачів американського часопису «People».
- 1991 — Шотландець року — нагорода Шотландського BBC.
- 1991 — візнака «Воля міста Единбург» (The Freedom of the City of Edinburgh).
- 1997 — відзнака Кіноспілки Центру імені Лінкольна (Film Society of Lincoln Center Gala Tribute), США
- 1998 — премія «Tony» за продюсування вистави за п'єсою Ясіми Рези «Мистецтво».
- 1999 — очолив рейтинг найсексуальніших чоловіків століття на думку читачів американського часопису «People».
- 2001 — нагорода імені Вільяма Воллеса (William Wallace Award) від Шотландського фонду США за внесок в історію і популяризацію Шотландії, Вашингтон, США.

## Цікаві факти з життя Шона Коннері
- Першим ім'ям Шона Коннері є аж ніяк не Шон, а Томас. Ще задовго до акторської кар'єри його стали називати Шоном (середнє ім'я), бо, як пояснює сам Коннері, це було і його бажання, і він мав друга-ірландця на ім'я Шеймус (Séamus).
- На честь актора названо астероїд 13070 Шонконнері[22].
- 1951 року Шон Коннері захопився бодібілдингом і у 1953 році навіть взяв участь у конкурсі культуристів «Містер Всесвіт» де здобув, у своєму дивізіоні, третє місце.